# Forceful (remorqueur)
Le Forceful est un remorqueur de mer construit pour la Queensland Tug Company par le chantier naval écossais Alexander Stephen and Sons à Govan, en 1925. Il a travaillé à son port d'attache de Brisbane, en Australie, entre 1926 et 1970. Au cours de la Seconde Guerre mondiale, il a été mis en service dans la Royal Australian Navy au début de 1942 sous le nom de HMAS Forceful (W126), basée à Fremantle et Darwin, jusqu'à son retour au service commercial en octobre 1943. Il est maintenant est conservé comme navire-musée à Brisbane.

## Construction et service commercial
Forceful a été construit en 1925 par Alexander Stephen and Sons Ltd à Govan , en Écosse, en tant que numéro 509 pour les opérations de la Queensland Tug Company à Brisbane, Queensland, Australie. C'est un remorqueur à vapeur à coque en acier de 245 tonneaux, et sa machine à vapeur, également fabriquée par le constructeur naval, est de type à triple expansion produisant 1 050 chevaux et alimentant une seule hélice. Le moteur est alimenté par deux chaudières à charbon asymétriques avec chacune 2 fours.

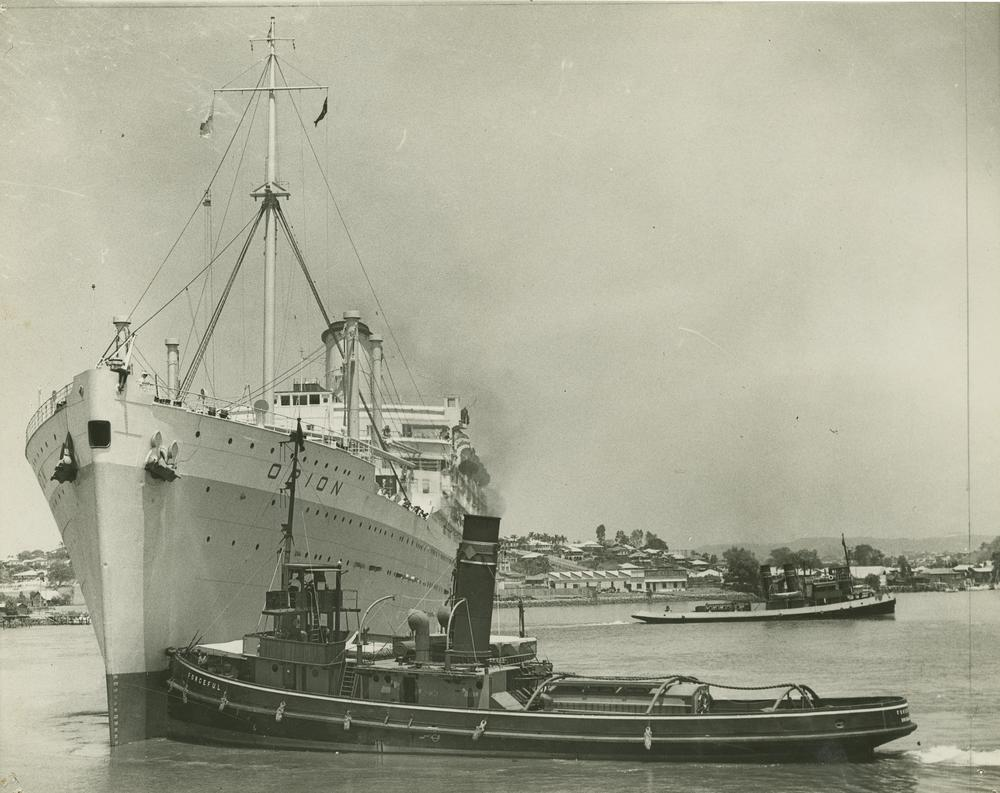
Forceful à Brisbane pour assister le paquebot RMS Orion

Le remorqueur a été lancé le 20 novembre 1925 et a navigué de la rivière Clyde le 21 décembre, atteignant Brisbane le 7 mars 1926. Après des réparations de voyage, il a été enregistré à Brisbane le 31 mars 1926 et est entré service dans le port. En plus de ses fonctions habituelles d'accostage de navire, il a été déployé comme requis comme remorqueur de sauvetage sur la côte du Queensland. Après sa réquisition navale pendant la Seconde Guerre mondiale, il a repris son service portuaire à Brisbane. Dépassé par une technologie plus récente, il était en 1964, le dernier remorqueur à vapeur brûlant du charbon sur la rivière Brisbane. Le 28 septembre 1970, Il a été retiré du service.

## Service naval
Le 4 décembre 1941, Forceful fut affrété par le ministère britannique des transports de guerre pour servir en Méditerranée en tant que remorqueur de sauvetage. Après avoir atteint Fremantle le 14 janvier, la charte a été annulée car le remorqueur était nécessaire pour le service avec la Royal Australian Navy. Il fut brièvement un navire d'examen avant d'être réquisitionné, puis commandé comme HMAS Forceful (W126) le 16 février 1942. Il fut initialement attaché à HMAS Leeuwin (naval base) (en) de Fremantle, pour le port général et le remorquage.
En octobre 1942, Forceful fut transféré à la HMAS Melville (naval base) (en) de Darwin, comme remorqueur portuaire et de sauvetage. Il y opéra pendant une période où Darwin reçut des attaques aériennes japonaises répétées. Le 4 novembre, le remorqueur a secouru l'équipage d'un bombardier américain B-26 qui avait échoué à l'ouest de l'île de Bathurst après un raid sur Dili et, en 1943, s'est régulièrement mis en état de préparation au sauvetage en mer à l'appui de destroyers lors d'opérations militaires irrégulières australiennes au Timor. En avril et mai 1943 Forceful était basé à l'île Thursday pour soutenir le renforcement des installations alliées à Merauke, en Nouvelle-Guinée
En août 1943, le remorqueur est revenu de Darwin à Brisbane, où il a été requis comme remorqueur portuaire pour assister le volume considérablement accru de navires. Il a été désarmé de la marine le 11 octobre 1943 et est revenue à ses propriétaires. Le HMAS Forceful a reçu deux Honneurs de bataille pour son service de temps de guerre : "Darwin 1942-43" et "Pacifique 1943".

## Préservation
Forceful a été retiré du service en septembre 1970 et a été remis au musée maritime du Queensland (Queensland Maritime Museum (en)) à Brisbane le 10 juin 1971. Le navire a été maintenu opérationnel et utilisé pour des voyages le long de la rivière Brisbane et dans la baie Moreton jusqu'en 2006, quand une enquête a révélé que le remorqueur n'était pas sûr à utiliser et nécessitait des réparations importantes. Malgré une attention accrue, en juin 2012 Forceful risquait d'être condamné à la ferraille car une petite fuite s'était formée à l'arrière du navire. Forceful a reçu une date limite pour être hors de l'eau et réparé par Maritime Safety Queensland (en) (MSQ). Un financement anonyme a été reçu pour faciliter les réparations nécessaires et il est retourné au Queensland Maritime Museum en juillet 2012.
Après un certain nombre de réparations au navire à la cale de Brisbane afin de le préserver en bon état, Forceful est maintenant maintenu en tant qu'exposition statique au musée. Il a été récemment rouvert aux visites publiques en septembre 2018.

## Galerie

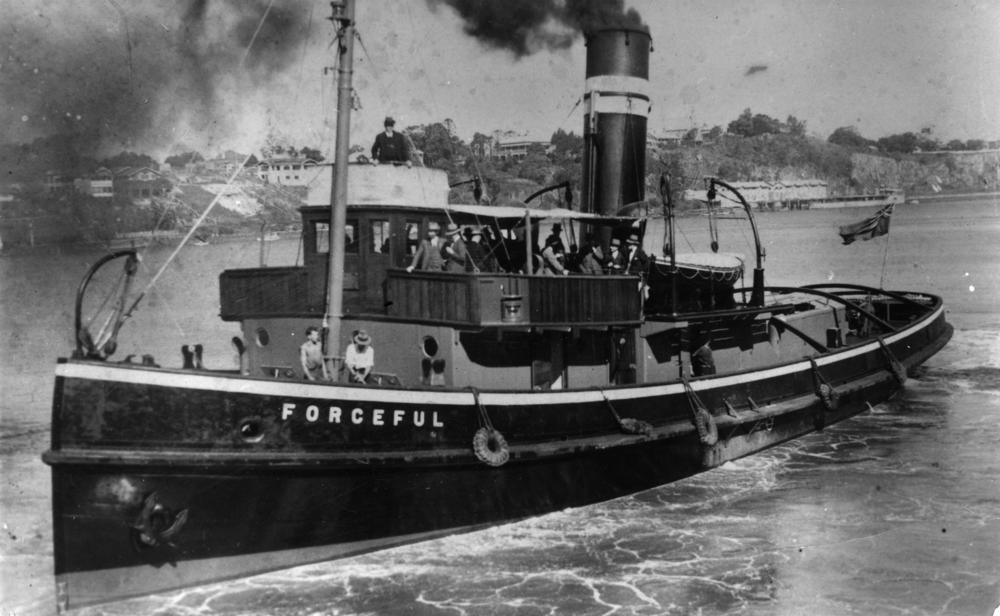
Forceful sur la rivière Brisbane
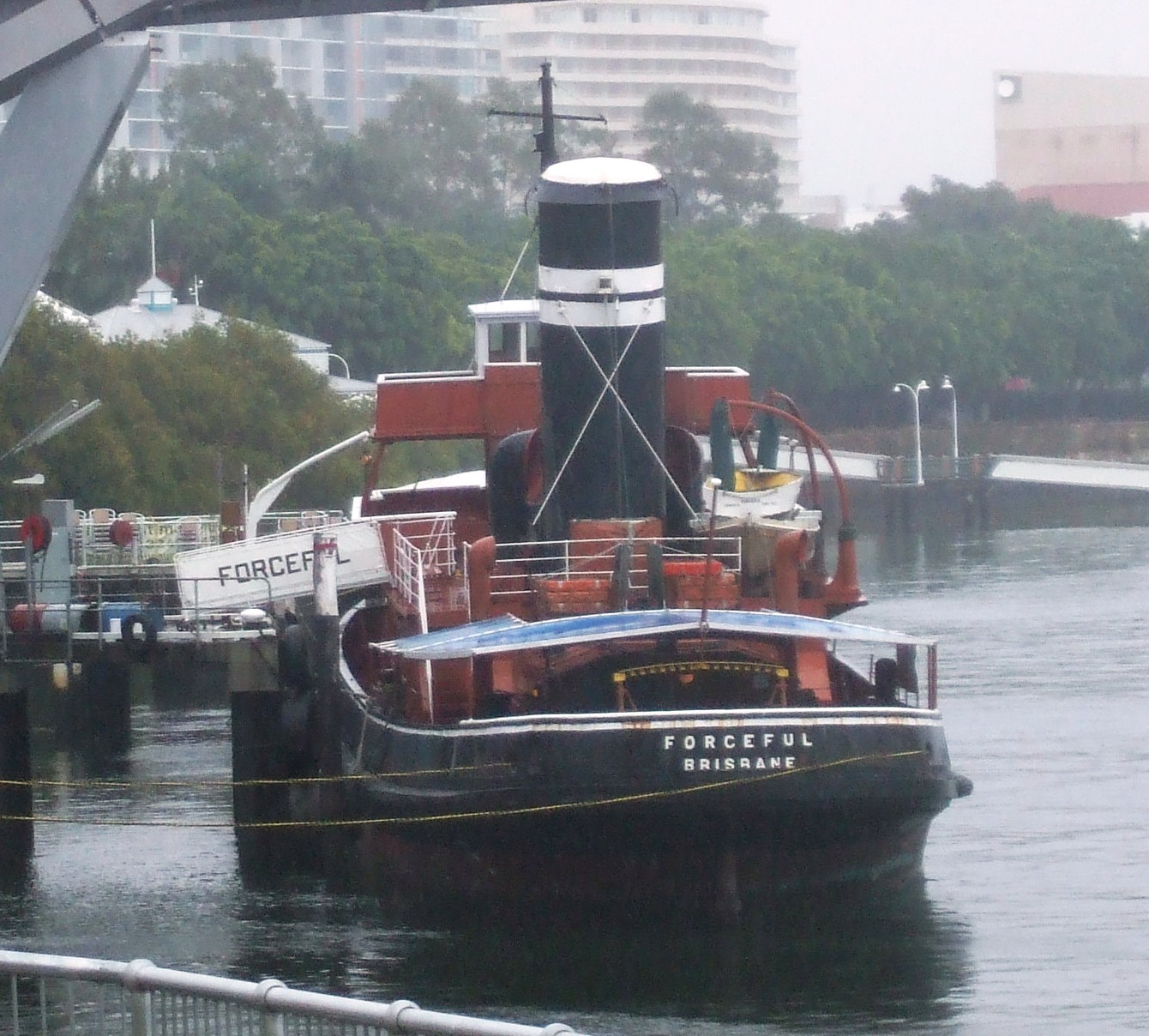
Forceful en 2007
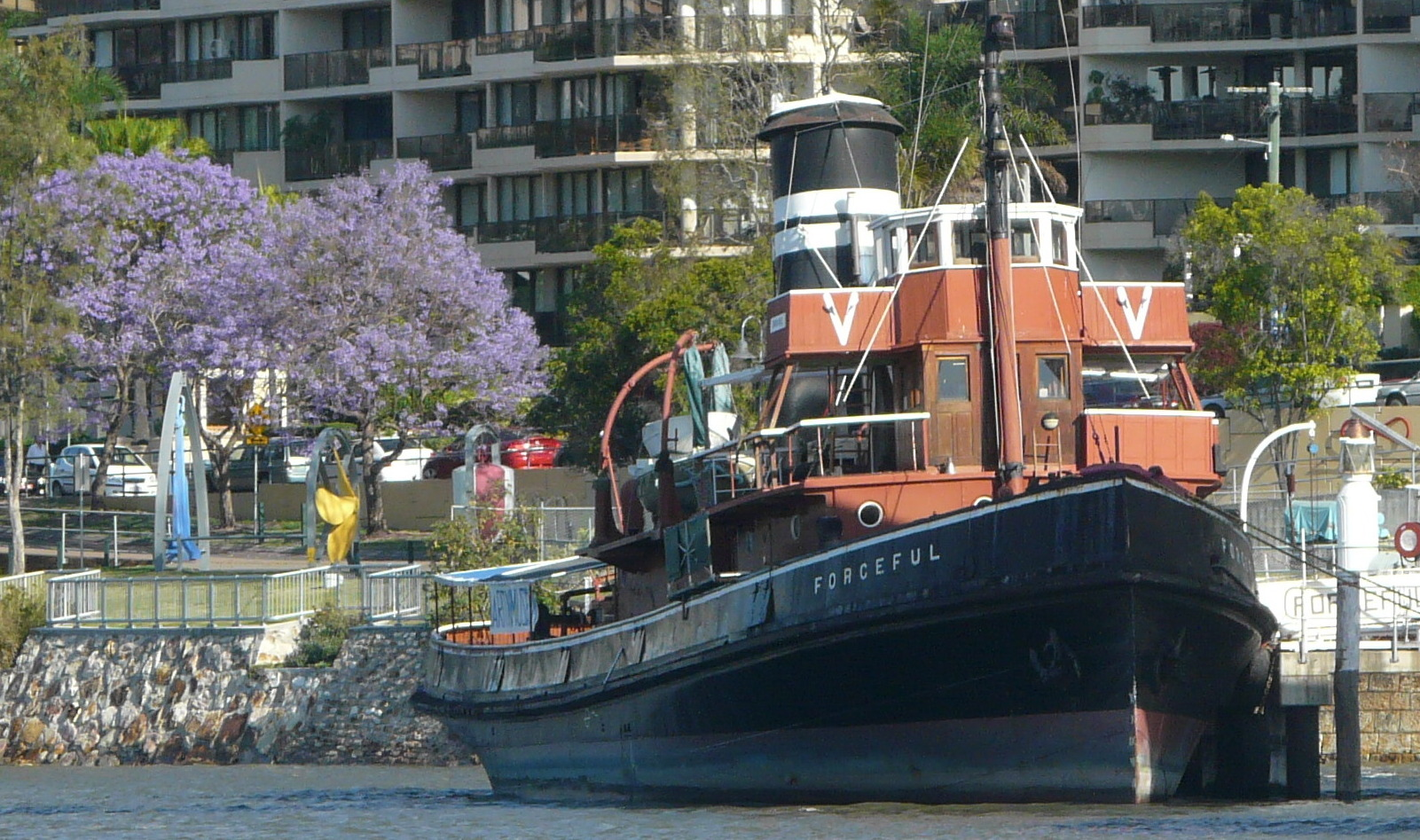
Forceful au musée maritime de Brisbane